# Джилліан Бенфілд
Джилліан Фіона Бенфілд  (нар. 1959 році,  Армідейл, Австралія) — австралійсько-американська біологиня (біохімія, мікробіологія, ботаніка) та геологиня. Професорка Університету Каліфорнії (Берклі) з наук про Землю, екосистемних наук і матеріалознавства та інженерії. Очолює ініціативу з дослідження мікробів в Інноваційному інституті геноміки, пов'язана з Національною лабораторією ім. Лоуренса в Берклі і займає посаду в університеті Мельбурна, Австралія. Деякі з її найбільш помітних робіт включають публікації про структуру і функціонування мікробних спільнот, а також про природу, властивості і реакційні здатності (особливо зростання кристалів) наноматеріалів  [Архівовано 2 червня 2019 у Wayback Machine.].

## Ранні роки
Бенфілд здобула освіту в Австралійському національному університеті, де отримала ступінь бакалавра і магістра (1978-1985), вивчаючи вивітрювання граніту. Вона приписує свій первісний інтерес до геомікробіології доктору Тоні Егглтону, який привернув її увагу до процесів на поверхні землі, вивітрювання мінералів і реголіту.
Бенфілд здобула докторський ступінь в галузі наук про Землю і планети в Університеті Джонса Гопкінса за методикою просвічення електронної мікроскопії високого дозволу (HRTEM) з вивчення метаморфічних реакцій під керівництвом Девіда Р. Веблена  [Архівовано 2 червня 2019 у Wayback Machine.].

## Кар'єра
Джилліан Бенфілд вивчає структуру, функціонування та різноманітність мікробних спільнот в природному середовищі і в мікробіомі людини. Її лабораторія і персонал першими почали реконструкцію геномів з природних екосистем і метапротеомний аналіз спільноти. За допомогою геноміки її група дала розуміння раніше невідомих і маловідомих бактеріальних і архейських ліній, що призвело до нового виконання Дерева життя. Вона провела великі дослідження природних і синтетичних наноматеріалів, досліджуючи вплив розміру частинок на їх структуру, властивості і реакційну здатність. Її лабораторія описала орієнтований механізм прикріплення для зростання наночасток і його вплив на розвиток дефектних мікроструктур. Вона також вивчала взаємодії мікроорганізмів і мінералів, в тому числі ті, які призводять до виробництва наноматеріалів.
Бенфілд була студенткою факультету медицини Фулбрайта в Австралійському національному університеті в Університеті Джона Гопкінса в 1988 році й співробітницею Mac Arthur в 1999 році. Вона була професоркою Університету Вісконсін-Медісон з 1990 по 2001 рік і в Токійському університеті (1996-1998). З 2001 року була дослідницею і професоркою в Каліфорнійському університеті в Берклі. Тут вона очолила їх програму геомікробіології і працювала науковою співробітницею в Національній лабораторії ім. Лоуренса в Берклі. Дослідження охоплюють польові об'єкти в Північній Каліфорнії і Австралії, а також такі предмети, як астробіологія і геноміка  [Архівовано 2 червня 2019 у Wayback Machine.].
Лабораторія Бенфілд вивчає мікробні спільноти в наземних екосистемах, включаючи ґрунт, відкладення і ґрунтові води, а також середовище проживання людини (мікробіом людини і штучне середовище проживання). Інтереси включають процес мікробної колонізації, взаємозалежності організму, різноманітності та еволюції мікробів. Це дослідження включає розгляд мікробних впливів на розчинення і осадження мінералів, а також структуру і реакційну здатність дрібнодисперсних наноматеріалів і глин, яких багато і вони важливі в приповерхневих середовищах Землі.
Дослідження, що вивчають мікробне різноманіття і метаболічні можливості, в значній мірі спираються на метагеномний метод з дозволом генома в поєднанні з інструментами, які забезпечують розуміння функції. Фактично, лабораторія Банфілд провела перше дослідження, в ході якого реконструйовано чорновий геном на основі інформації про послідовність дробовика (метагеноміка, також звана геноміка спільноти), а також перші протеомні дослідження спільнот мікроорганізмів. Комбіновані підходи були використані для вивчення багатьох аспектів функціонування екосистеми, включаючи мікробні впливи на цикли вуглецю, сірки, азоту, заліза і водню. Особлива увага приділяється аналізу реконструйованих геномів, оскільки вони надають детальну інформацію про генетичний потенціал з дозволом штаму, не покладаючись на лабораторну ізоляцію організмів або потребу в послідовності з родинних (але потенційно метаболічно різних) видів.
Дослідження Бенфілд, проведені на підземній дослідницькій установці в Японії, стосуються прогнозування впливу мікробної активності на безпеку геологічного захоронення високоактивних радіонуклідних відходів. Дослідження, проведені в «Crystal Geyser» (Грін-Рівер, штат Юта), досліджують потенційну можливість для підземних мікробних спільнот поглинати вуглекислий газ, який може випливати з ділянок секвестрації вуглекислого газу, якщо таке зберігання буде продовжено, щоб обмежити забруднення атмосфери вуглекислим газом від спалювання викопного палива. Дослідження відкладень і водоносних горизонтів на ділянці, що прилягає до річки Колорадо, штат Колорадо, спрямовані на виявлення прогалин в знаннях про те, як будуються підземні мікробні спільноти, реагують на зміни умов довкілля і впливають на хімічну форму і реакційну здатність забруднюючих речовин, таких як ванадій, селен, миш'як і уран. Важливі результати цієї роботи включають перші описи сотень маловідомих або раніше невідомих організмів, в тому числі з масивних груп некультивованих бактерій і архей.
У дослідженні, яке включає співпрацю з «Harrison Lab» в Університеті Кейптауна, Південна Африка, група Бенфілд вивчає мікробні спільноти в біореакторах, які розщеплюють тиоцианат, токсичний продукт відходів видобутку золота. Мета цієї роботи полягає в тому, щоб виробити розуміння того, як ці спільноти функціонують при різних навантаженнях, і дати уявлення про те, як підвищити ефективність біологічної дезактивації стічних вод, що видобуваються в шахтах, з тим щоб їх можна було переробляти назад в процес видобутку  [Архівовано 2 червня 2019 у Wayback Machine.].
Дослідження, проведені в заповіднику Анжело, в Північній Каліфорнії, порівнюють чисельність і функціонування мікробних спільнот, залучених в кругообіг вуглецю та інших з'єднань в ґрунтах і в вадозних зонах. Особливий інтерес представляє реакція консорціумів ґрунту на перше потрапляння дощу, коли через систему поширюються масивні імпульси з'єднань вуглецю і азоту.
Спочатку дослідницькі підходи, розроблені Бенфілд для вивчення ділянок, пов'язаних з видобутком корисних копалин (екосистем, пов'язаних з дренажем шахтних вод), були адаптовані для вивчення мікробіому людини. Особливий інтерес представляв процес колонізації шлунково-кишкового тракту недоношених дітей в перші критичні тижні їх життя. Паралельно її лабораторія вивчає джерела мікробів, які колонізують кишечник, і потік мікробів між немовлям і навколишнім середовищем. Недавні дослідження продемонстрували низький рівень дублювання в складі штамів мікробних спільнот у різних дітей, госпіталізованих в одине і те ж відділення інтенсивної терапії новонароджених одночасно.
Група Джилліан Бенфілд продовжує вивчати наноматеріали, в тому числі процес орієнтованого росту кристалів на основі прикріплення, який вони вперше докладно описали в середині-кінці 1990-х. Інтерес представляє вплив мінералізації на зародження і зростання оксигідроксидів заліза і на структуру смектитових глинистих матеріалів  [Архівовано 2 червня 2019 у Wayback Machine.].

## Особисте життя
Банфілд одружена з Перегрином (Перрі) Смітом, вони мають трьох дітей: Ніколь Сміт (1986 р. н.), Андрій Сміт (1990) І Елліот Сміт (1993).

## Нагороди
- 2018 Обрана до Королівського товариства
- 2017 В. М. Премія Голдшмідт, Геохімічне товариство
- 2015 обрана до Австралійської академії наук (міжнародне членство)
- Доктор наук з відзнакою, Університет Бен-Гуріона
- 2013 Нагорода доктора с. h.c. ETH Zurich, Швейцарія
- 2011 Премія L’Oréal — ЮНЕСКО «Для жінок у науці»: північноамериканська лауреатка
- 2011 Медаль Бенджаміна Франкліна у науці Землі та природокористування Інституту Франкліна
- 2010 Медаль Дани Мінералогічного Товариства Америки
- 2007 Вибрана співробітницею, Геохімічне товариство
- 2007 Викладачка відділу ASM (екологічна та загальноприйнята мікробіологія)
- 2006 Вибрана науковою співробітницею, Американська академія мікробіології
- 2006 Обрана до Національної академії наук США
- 2005 Викладачка-піонерка, Товариство з мінералів глини, червень 2005 року
- 2005 Викладачка Розенквіста, Норвегія, травень 2005 року
- 2000 Інавгураційна викладачка Національного наукового фонду Землі (Науковий тиждень)
- 2000 Лекторка Гаста, Геохімічне товариство  [Архівовано 16 листопада 2016 у Wayback Machine.]
- 2000 Стипендія Фонду ім. Джона Саймона Гуггенхайма
- 2000 Маріон Л. і Крісті М. Джексон, Нагорода Товариства мінералів глини
- 1999 Доповідачка у 2004 році Фонд Мак-Артура
- 1999 Премія за досягнення факультету, Університет Вісконсину у Медісоні
- 1999 D.A. Медаль Брауна, Австралійський національний університет
- 1998 H. I. Стипендія факультету Ромна У. В. Медісон
- Нагорода Мінералогічного Товариства Америки 1997 року
- 1988 Стипендіатка Фулбрайта з медицини в Університеті Джона Гопкінса